# Petite rivière Rousseau
Petite rivière Rousseau är ett vattendrag i Kanada.   Det ligger i provinsen Québec, i den östra delen av landet, 500 km nordost om huvudstaden Ottawa.
I omgivningarna runt Petite rivière Rousseau växer i huvudsak blandskog. Runt Petite rivière Rousseau är det mycket glesbefolkat, med 7 invånare per kvadratkilometer.